# Vía del ser inteligente y del gobierno del mundo
La vía del ser inteligente y del gobierno del mundo es un argumento filosófico a favor de la existencia de Dios desarrollado por Tomás de Aquino en la Summa contra Gentiles y la Summa Theologiae. Se trata de un argumento teleológico basa en la existencia de finalidad y regularidad en la naturaleza.

## Perspectiva histórica
La prueba teleológica de la existencia de Dios gozó de gran popularidad entre los filósofos de la escuela racionalista, y se encuentra en la base de la noción del Supremo Artífice o Arquitecto común entre los deístas de los siglos XVIII y XIX. Immanuel Kant, en la Crítica de la razón pura, mostró la imposibilidad del conocimiento racional de Dios, rebatiendo los modelos metafísicos que afirmaban su existencia. Sin embargo, en la Crítica de la razón práctica, él mismo consideró a Dios como la inteligencia legisladora de las leyes morales, que se trata de una variación de este argumento. En La religión dentro de los límites de la mera razón, explicaba que la moral era una ley que el individuo racional y libre se imponía a sí mismo, pero que conducía ineludiblemente a la religión, ya que el deseo de racionalidad lo obligaba siempre a postular un fin. De ese modo, mientras que Kant pensaba que era una salto epistemológicamente infundado de lo condicionado a lo incondicionado, también creía que era claro, convincente y contundente.
Los argumentos actualmente populares del diseño inteligente y del ajuste fino son variaciones de este argumento. William Paley, con respecto a esto, afirmó que la complejidad de la naturaleza no puede ser reducida al azar, usando la analogía del relojero, pero la comunidad científica rechaza esta formulación particular del argumento, ya que la teoría de la evolución propone un desarrollo gradual de los seres complejos, a partir de seres más simples.
Las finalidades y regularidades observadas podrían haber surgido de otros mecanismos alternativos o podrían no necesitar ningún mecanismo del que surgir. Además, la existencia de leyes naturales se conoce por inducción, pero puede tratarse de una racionalización que simplifique una realidad irracional más compleja. La discusión, que sigue hoy abierta, concierne tanto a los límites legítimos de la inferencia humana como a la propia existencia de la divinidad.

## Formulación de Tomás de Aquino
En su libro Summa Theologiae, Tomás de Aquino enseña lo que es conocido como Quinque viae, cinco argumentos que pretenden probar racionalmente la existencia de Dios. El quinto de sus argumentos es este.

[...] La quinta se deduce a partir del ordenamiento de las cosas. Pues vemos que hay cosas que no tienen conocimiento, como son los cuerpos naturales, y que obran por un fin. Esto se puede comprobar observando cómo siempre o a menudo obran igual para conseguir lo mejor. De donde se deduce que, para alcanzar su objetivo, no obran al azar, sino intencionadamente. Las cosas que no tienen conocimiento no tienden al fin sin ser dirigidas por alguien con conocimiento e inteligencia, como la flecha por el arquero. Por lo tanto, hay alguien inteligente por el que todas las cosas son dirigidas al fin. Le llamamos Dios..
Tomás de Aquino, Summa Theologiae - Parte Ia - Cuestión 2 - Artículo 3

## Formulación silogística
1. Existen leyes de la naturaleza.
2. Las leyes tienen que ser legisladas por un ser inteligente.
3. Existe un ser inteligente que legisló las leyes de la naturaleza.